# Burguillos
Burguillos è un comune spagnolo di 3 690 abitanti situato nella comunità autonoma dell'Andalusia.